# Bares de Buenos Aires

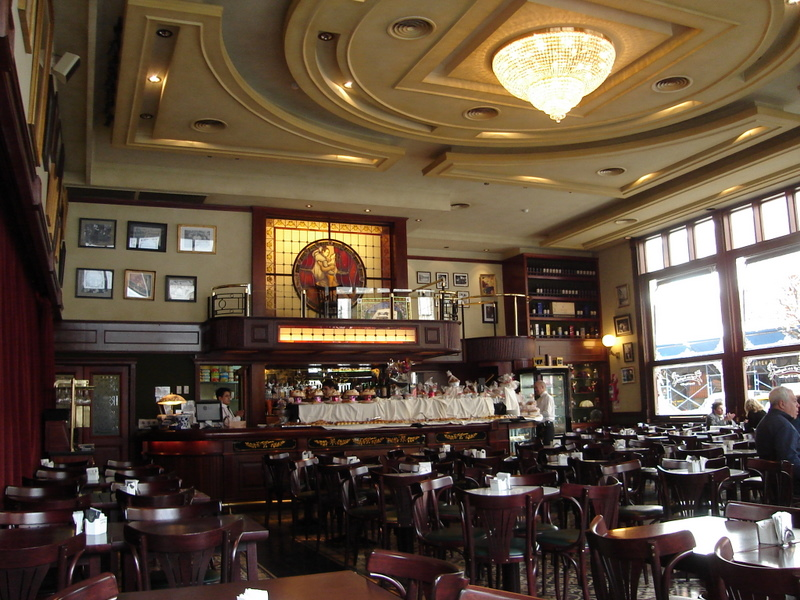
Interior del Café de los Angelitos, uno de los Bares Notables.

Los bares de Buenos Aires forman parte de la cultura de la ciudad, de las costumbres de sus habitantes y del circuito turístico moderno de dicha urbe. Han sido objeto de estudio de distintos historiadores, inspiradores de innumerables creaciones artísticas y tradicional lugar de reunión de los porteños. 

## Historia

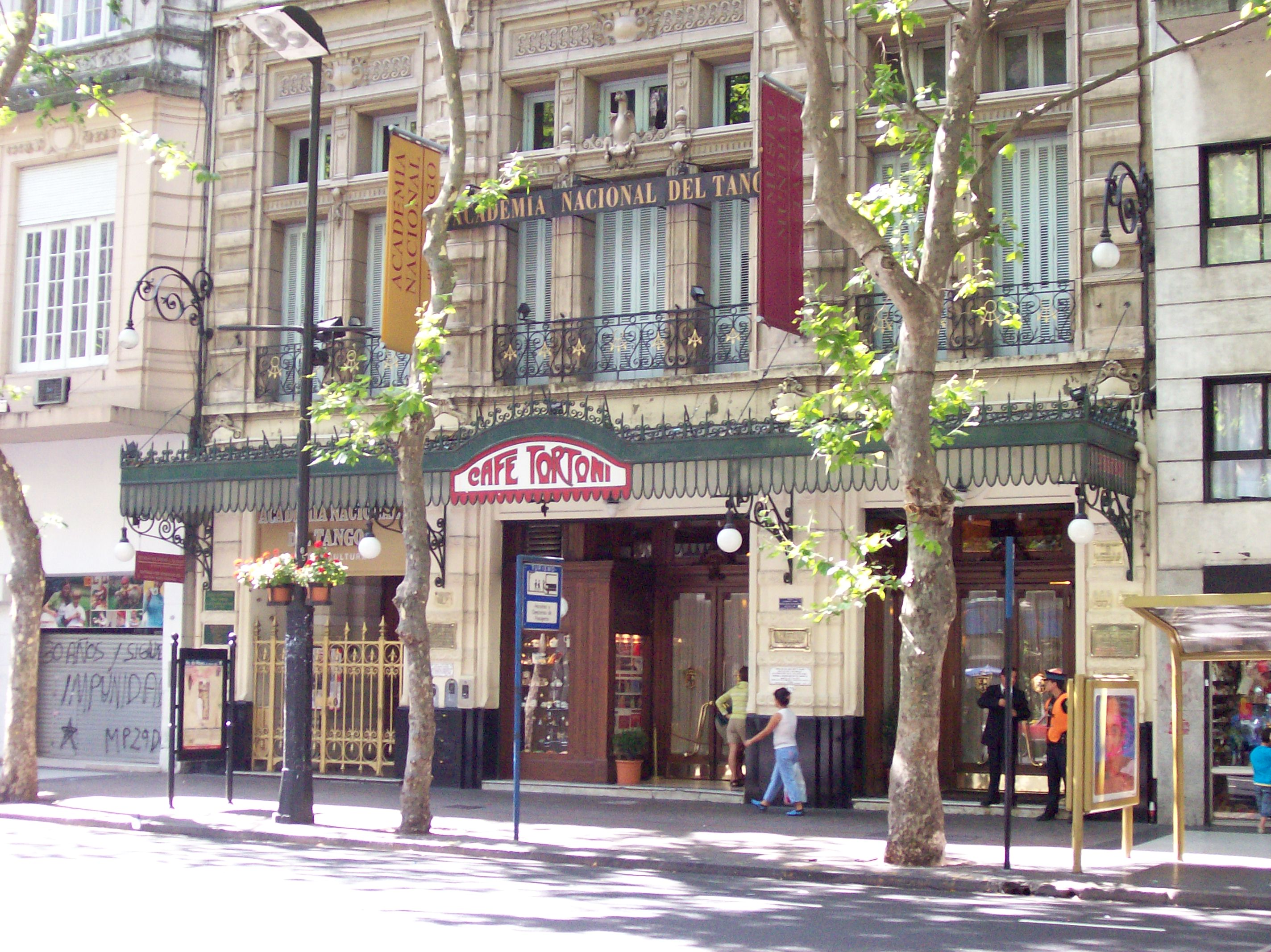
Fachada del Café Tortoni, en la Avenida de Mayo. Fue inaugurado en 1858 y desde 1880 está en su ubicación actual. Es el café más antiguo que aún permanece abierto.

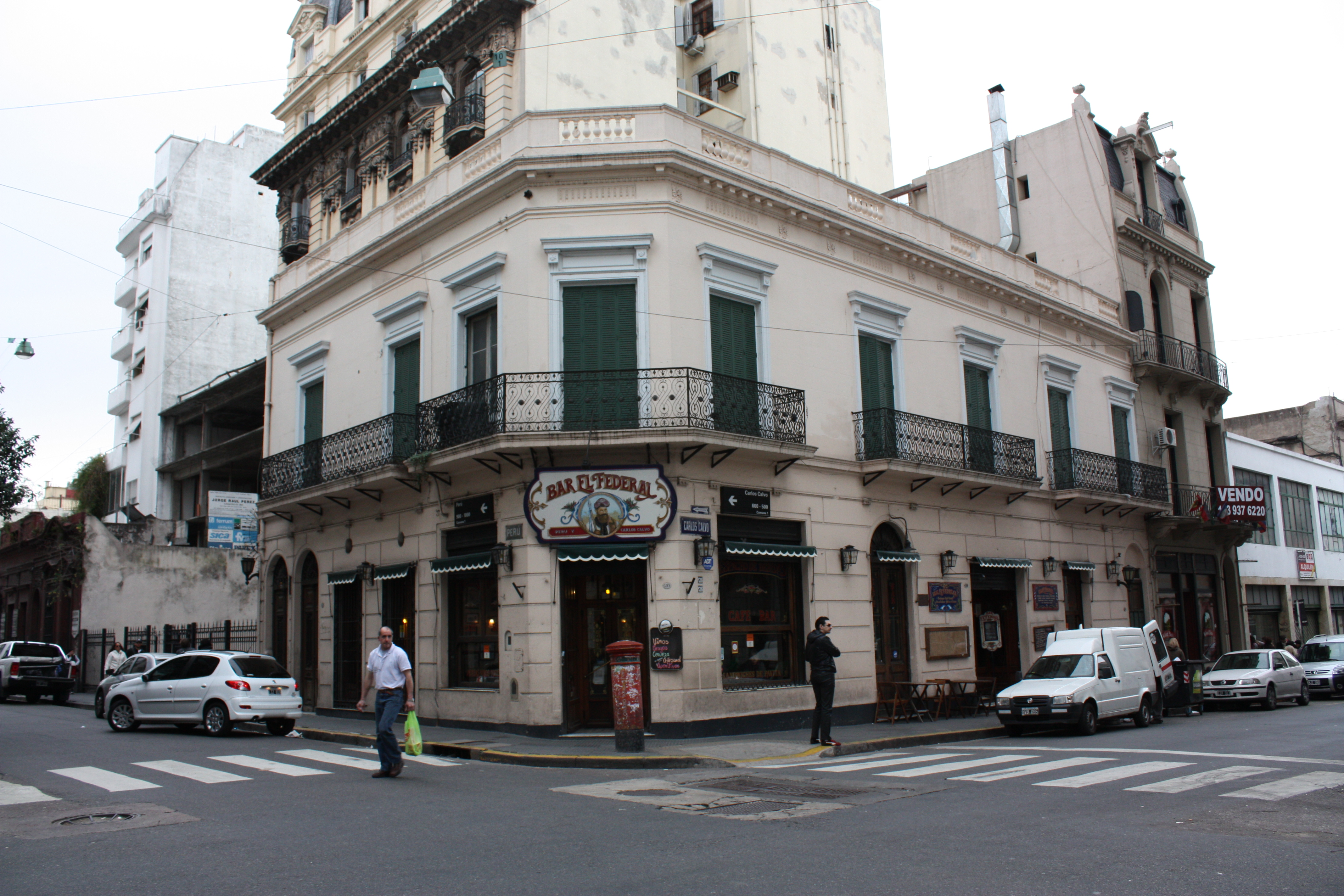
Bar El Federal, en el barrio de San Telmo.

El primer bar de Buenos Aires fue abierto, de acuerdo con registros históricos, en el año 1769; su nombre era Almacén del Rey. El 2 de enero de 1799 abrió el Café de los Catalanes, el primer café elegante de la ciudad, que tuvo un importante papel como lugar de reunión de grupos que comenzaban a organizar acciones contra el régimen del Virrey español, en momentos previos a la Revolución de Mayo. Existió hasta 1873.
En la Fonda de los Tres Reyes se reunían ex oficiales que llegaron con las invasiones inglesas en 1806, contrabandistas, empleados de la aduana y miembros de una logia masónica.
El Café de Marcó fue inaugurado el 3 de junio de 1801 en la esquina de la Santísima Trinidad y San Carlos (hoy Bolívar y Alsina), y tenía dos billares. Era frecuentado por distinguidos caballeros del virreinato
A principios del siglo XIX el Café de la Victoria era frecuentado por hombres mayores y estaba decorado con grandes espejos. Según un viajero inglés que lo visitó, sólo podía ser superado por el «Mlle. Colomer» de París. 
En la calle 25 de Mayo, entre Bartolomé Mitre y Cangallo, se encontraba el Café de Keen, que era frecuentado por políticos y la colectividad inglesa.
En 1823 se inauguraron varios cafés en Buenos Aires: el café La Parroquia frente al Templo de Santo Domingo y en las cercanías el Café Roma. 
En el año 1825 un inmigrante italiano funda el café Dos Amigos en la calle de la Victoria n° 7, el cual tuvo menos trascendencia histórica.

Se estima que en el año 1887 existían más de 200 cafés y 230 despachos de bebidas.
En la actualidad
En el año 2005, Buenos Aires contaba con unos 8.000 bares, incluyendo los modernos pizza café que proliferaron en la década de 1990.

## Bares Notables
Los Bares Notables son 73 bares ubicados dentro de la Ciudad de Buenos Aires - Argentina que tienen como característica el ser los más representativos de la ciudad.
Estos bares que son los más representativos son apoyados por programas oficiales del Gobierno de la Ciudad de Buenos Aires, que califica como Bares Notables siendo estos cafés, billares y confiterías que por su antigüedad, valor arquitectónico y cultural, constituyen una de las facetas más importantes del patrimonio histórico porteño y de la cultura propia de la ciudad.

## Día  de los bares porteños
En la fecha el 5 de octubre de 2000 la Legislatura de la Ciudad Autónoma de Buenos Aires sancionó una ley  determinando que todos los días 26 de octubre se celebrase el “Día de los bares porteños”. Se eligió esa fecha porque el 26 de octubre de 1894 se inauguró la entrada por la Av. de Mayo 825 del Café Tortoni.